# Cossypha dichroa
La cosifa bicolor (Cossypha dichroa) es una especie de ave paseriforme de la familia Muscicapidae propia del África austral.

## Descripción

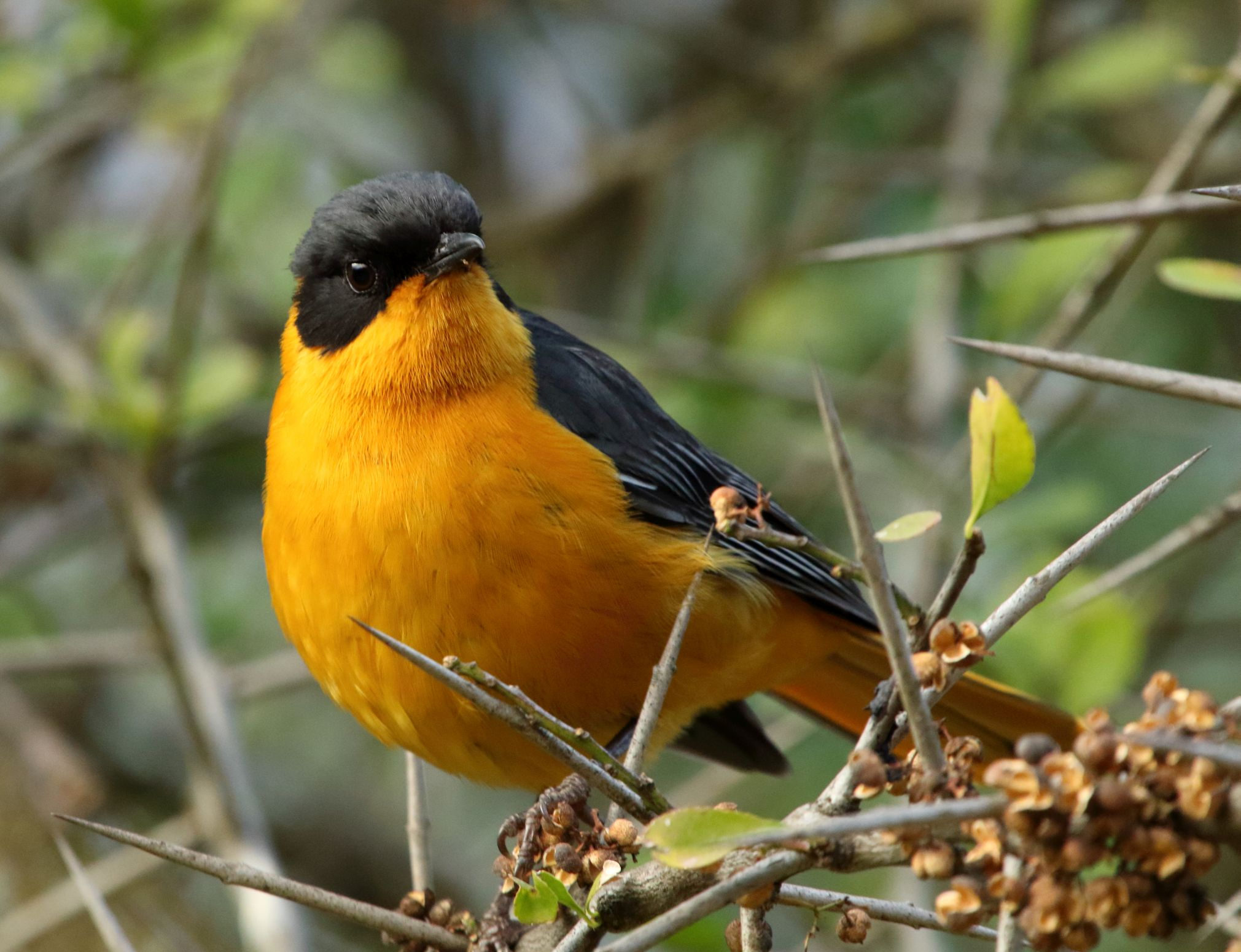
Ejemplar en KwaZulu-Natal.

La cosifa bicolor mide unos 20 cm de largo. La cosifa bicolor puede identificarse por sus partes superiores oscuras (frente, píleo, coberteras auriculares, nuca y lorum negros; espalda, parte superior del cuello, plumas centrales de la cola y las alas negrucas) y sus partes inferiores, resto de la cola y laterales del cuello de color naranja amarillento. Los juveniles son de tonos parduzcos moteados con la cola de color anaranjado rojizo con las plumas centrales oscuros.

## Distribución y hábitat
Se encuentra únicamente en el sur y este de Sudáfrica y Suazilandia. Se extiende desde el sur de Cabo Oriental, por KwaZulu-Natal, Suazilandia, Mpumalanga hasta el norte de la provincia de Limpopo. Su hábitat natural son los bosques subtropicales perennes, especialmente de la región del cinturón de niebla.

## Comportamiento
La cosifa bicolor generalmente se avista en solitario. Su dieta se compone principalmente de insectos, milpiés, arañas y garrapatas, y en invierto también frutos. Suele merodear entre el follaje denso del dosel del bosque en busca de alimento. En invierno puede buscar alimento en el suelo, pero normalmente picotea insectos de las hojas. También sigue a otros animales que puedan espantar a los insectos, y entonces aprovecha para atraparlos. 
Cría entre octubre y enero, con su máximo en noviembre. En invierno se traslada de los bosques del interior a los de la costa.